# سعاد حسين (ممثلة كويتية)
سعاد حسين (20 فبراير 1951 -)، ممثلة وإعلامية عراقية حاصلة على الجنسية الكويتية.

## عن حياتها
وقفت على خشبة المسرح للمرة الأولى عندما كانت في المرحلة المتوسطة ولم يخطر ببالها أن هذه المشاركات البسيطة في المسرحيات والتمثيليات التي تقدّم في مناسبات معينة مثل «عيد الأسرة»، وفي أنشطة الإذاعة المدرسية ستكون جواز عبور لها إلى عالم الفن.
في عام 1969 التحقت بمعهد الدارسات المسرحية وتتلمذت على يد الأستاذ زكي طليمات وتخرجت في دفعة عامي 1973، 1972 ثم دخلت «المعهد العالي للفنون المسرحية» «قسم التمثيل والإخراج» وكانت من خريجي الدفعة الأولى عام 1977 وشاركت في العرضين المسرحيين للتخرّج:«الحضيض» لمكسيم غوركي من اشراف الفنان كرم مطاوع، «مريض بالوهم» لموليير وإشراف كمال حسين. واستمرت بالتمثيل حتى عام 1990 وقررت اعتزال التمثيل والاستقرار في إذاعة الكويت وذلك من خلال تقديم نشرة الأخبار.

### حياتها الأسرية
ولدت لأبوين عراقيين، والدها كان يعمل في وزارة التعليم العراقية وتنتمي لأسرة فنية، حيث أن شقيقتها هدى ممثلة، وشقيقتها نجاة كاتبة ومخرجة، وابتسام عملت أيضًا في التمثيل والإخراج كمساعدة مخرج، وسحر ممثلة ومذيعة في إذاعة وتلفزيون قطر، وشقيقها عبد الكريم كاتب مسرحي، كما زوجها هو المسرحي فؤاد الشطي وأبنائهم يعملون أيضًا بالمجال الفني وهم أسامة وأحمد وأوس.

## أعمالها

### في التلفزيون
- أشواك الربيع - سهرة تلفزيونية.
- حاجز الوهم - سهرة تلفزيونية.
- شرباكة.
- الوان من الحب.
- الأقدار.
- مذكرات جحا.
- وعندما تحترق الشموع - سهرة تلفزيونية.
- علاء الدين.

### في المسرح
- ثم غاب القمر.
- بخور أم جاسم.
- لعبة حلوة.
- الدرجة الرابعة.
- النواخذة.
- مطلوب زوج حالا.
- سهاري.
- عائلة بوصعرورة.
- زيارة.
- التالي ما يلحق.
- الثالث.
- عالم غريب غريب غريب.
- نورة.
- السيف.
- عشاق حبية.
- دار.
- احذروا.
- سارة.
- القضية خارج الملف.

## روابط خارجية
- سعاد حسين على موقع IMDb (الإنجليزية)
- سعاد حسين على موقع قاعدة بيانات الأفلام العربية